# Stanisław Seliga
Stanisław Robert Seliga (ur. 7 kwietnia 1895 w Pacewie, zm. 6 kwietnia 1991 w Cupar w Szkocji) – polski filolog klasyczny, pedagog, nauczyciel akademicki.

## Życiorys
Absolwent Gimnazjum Mariana Rychłowskiego w Warszawie (1913). W latach 1918–1919 służył jako ochotnik w Wojsku Polskim. W 1919 brał udział w walkach o Wilno i otrzymał prawo noszenia odznaki „Wilno”. Zwolniony z wojska w stopniu kaprala, w 1921 doktoryzował się w zakresie filologii klasycznej na Uniwersytecie Warszawskim na podstawie rozprawy M. Tullius Cicero orator quomodo adversarios lacessiverit (promotor Gustaw Przychocki, praca niepublikowana); był to pierwszy doktorat z zakresu filologii klasycznej wydany przez UW po odzyskaniu przez Polskę niepodległości. W 1923 uzyskał dyplom magistra prawa na Uniwersytecie Poznańskim. W okresie dwudziestolecia międzywojennego pracował jako lektor łaciny na UW (1922–1939) i nauczyciel łaciny w szkołach średnich, w tym w Państwowym Gimnazjum im. Tadeusza Reytana w Warszawie (1928–1939).
W sierpniu 1939 został zmobilizowany do wojska jako podporucznik rezerwy i wysłany do Londynu jako tłumacz i oficer szyfrowy Polskiej Misji Wojskowej, po czym w październiku 1939 rozpoczął służbę w Naczelnym Dowództwie Wojska Polskiego w Paryżu. W sierpniu 1940 otrzymał urlop z wojska, a następnie został zaangażowany jako nauczyciel filologii klasycznej w Gimnazjim Męskim im. Juliusza Słowackiego w Ealing w Londynie, w 1941 przeniesionym do Perthshire w Szkocji, gdzie uczył niemal do końca wojny. W 1946 został wykładowcą literatury polskiej i języka polskiego na Uniwersytecie w St. Andrews w Szkocji. W 1963 przeszedł na emeryturę, lecz prowadził wykłady do 1979. Od 1953 członek Polskiego Towarzystwa Naukowego na Obczyźnie, brał żywy udział w życiu kulturalnym i naukowym Polonii. W ostatnim okresie życia przebywał w Adamson Hospital w mieście Cupar, gdzie zmarł po długiej chorobie. Do ostatnich miesięcy życia pracował nad przekładami satyr Juwenalisa, ale teczka z tłumaczeniami zaginęła. Został pochowany w St Andrews. Nie założył rodziny.

## Działalność filologiczna i literacka
W okresie dwudziestolecia międzywojennego publikował artykuły naukowe z zakresu filologii klasycznej w czasopismach „Przegląd Humanistyczny”, „Eos”, „Pamiętnik Literacki” i „Prace Filologiczne”, od 1930 współpracował z Komisją Filologiczną Polskiej Akademii Umiejętności. Przetłumaczył na język polski Satyry Persjusza (1929), fragmenty Satiriconu Petroniusza i niektóre utwory Katullusa. Przekład satyr Juwenalisa (satyry I–XVI) z lat 1927–1936 zachował się w Archiwum Polskiej Akademii Nauk w Warszawie (sygn. 302/625/0). Według Jerzego Starnawskiego ogłoszona w tym okresie rozprawa Quibus contumeliis Hieronymus adversarios carpserit („Eos”, 34, 1932/1933), poświęcona językowi polemicznemu w dziełach św. Hieronima, może być uznana za chyba najważniejszą z prac filologicznych Seligi. Pisał również o Tertulianie (m.in. De conviciis Tertullianeis, „Eos”, 37, 1936).
W czasie pobytu w Wielkiej Brytanii praktycznie przestał prowadzić badania filologiczne. Napisał ok. 200 haseł na temat pisarzy polskich i artykuł przeglądowy Polish literature dla Cassell’s Encyclopaedia of World Literature (New York 1954). Zajmował się m.in. historią stosunków polsko-szkockich (artykuł The Scots in Old Poland opublikowany w książce Scotland and Poland. A Chapter of Forgotten History, 1962). Publikował drobne szkice, artykuły i recenzje w prasie emigracyjnej. Wygłaszał odczyty w Polskim Towarzystwie Naukowym na Obczyźnie (Szkoci w dawnej Polsce, 1968; Kobiety u Homera, 1968) i na Uniwersytecie w St. Andrews (m.in. Copernicus, a man of two cultures; Scots in Old Poland; John Jonston „Scoto-Polonus”). W 1975 odwiedził Polskę i wygłosił referat Jan Jonston w Szkocji na sympozjum naukowym w Lesznie.